# Mogata
Mogata is een plaats in de gemeente Söderköping in het landschap Östergötland en de provincie Östergötlands län in Zweden. De plaats heeft 308 inwoners (2005) en een oppervlakte van 36 hectare.